# Margon Lindberg

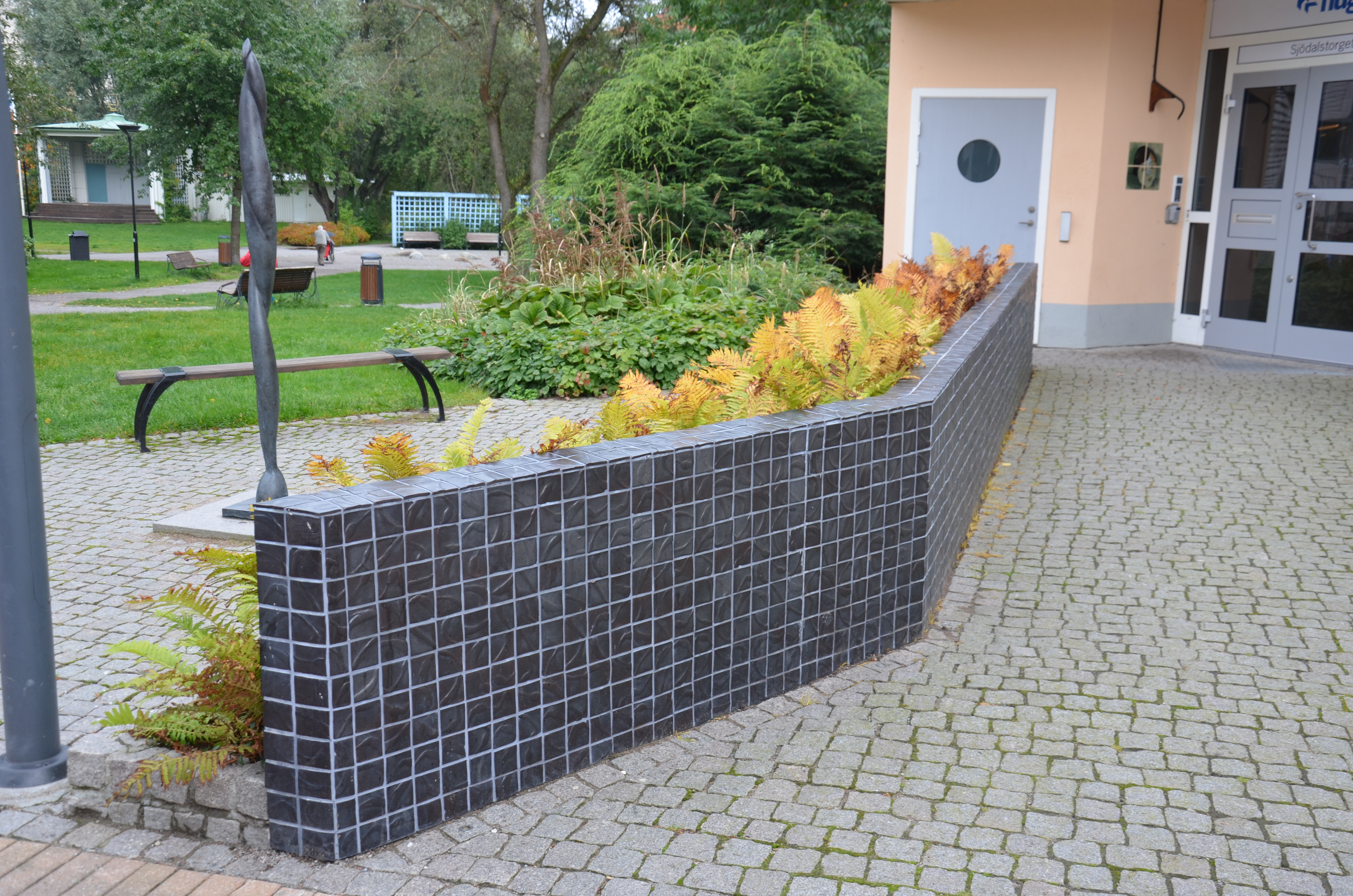
Klinkerklädd mur i Huddinge centrum

Margon Anette Lindberg, född 14 juni 1959 i Kungsör, är en svensk skulptör, keramiker och grafiker.
Margon Lindberg utbildade sig på Konstfackskolan i Stockholm 1983–1988. Hon hade sin första separatutställning 1994 på Konsthantverkarna i Stockholm.

## Offentliga verk i urval
- "I ett hus vid...", lergodskruka, 2000, entrén till Folkets Hus i Huddinge
- Relexioner, klinkerklädd mur, 2004, Sjödalstorget 7 i Huddinge centrum
- Träd, rondell vid Nacka forum, Nacka, 2009-10

- Lindberg är representerad vid bland annat Nationalmuseum[1] i Stockholm.